# 臭化ヘキサデシルトリメチルアンモニウム
臭化ヘキサデシルトリメチルアンモニウム（しゅうかヘキサデシルトリメチルアンモニウム、(C16H33)N(CH3)3Br）は陽イオン性の界面活性剤（逆性石鹸）である。臭化セチルトリメチルアンモニウム（Cetrimonium bromide＝CTAB、スタブ）、臭化セトリモニウムなどとも呼ばれる。水溶液中でミセルを形成し、30℃で会合数75～120ほど、イオン化度は0.2～0.1（濃度が高くなるにつれ低下）である。細菌や真菌に対して効果的な殺菌剤であり、消毒薬のセトリミドの成分のひとつである。また柔軟剤としてヘアコンディショナーに広く用いられているほか、実験室ではDNAの抽出に用いられる。PRTR法第二種指定化学物質(2-69)。